# 페르난도 파체코 플로레스
페르난도 파체코 플로레스(영어: Fernando Pacheco Flores, 1992년 5월 18일, 에스트레마두라 지방 바다호스 ~)는 스페인의 프로 축구 선수로, 현재 에스파뇰에서 골키퍼로 활약하고 있다.

## 클럽 경력

### 레알 마드리드
에스트레마두라 지방 바다호스 출신으로, 파체코는 인근의 두 구단을 거쳐 2006년에 14세의 나이로 레알 마드리드에 입단했다. 2011년 8월 28일, 그는 라요 마하다온다와의 리그 경기에서 테르세라 디비시온의 3군 경기에 출전해 성인 무대에 처음 나왔다.
파체코는 2011년 12월 20일, 1군 경기에 처음 출전했는데, 5-1로 안방에서 이긴 폰페라디나와의 2011-12 시즌 코파 델 레이 경기에서 같이 유소년 아카데미를 졸업한 안토니오 아단과 교체되어 막판에 몇 분 동안 골문을 지켰다. 2012-13 시즌, 그는 3군에서 출전하다 종종 2군에 차출되기도 했고, 2013년 6월 2일, 4-0으로 이긴 알코르콘과의 안방 경기에서 세군다 디비시온 첫 경기를 치렀다. 그는 이어지는 히로나와의 시즌 마지막 2부 리그 경기에서도 같은 임무를 수행했다.
파체코는 2014년 12월 2일, 안방에서 5-0 대승을 거둔 코르네야와의 경기에서 처음으로 1군 경기에 선발로 출전했고, 이 국내컵 경기에서 그는 90분을 소화했다. 그달 말, 그는 하얀 군단이 모로코에서 열린 FIFA 클럽 월드컵을 우승할 당시 대기한 3번째 수문장이었다.

### 알라베스
2015년 8월 7일, 파체코는 2부 리그 알라베스와 계약을 맺었고, 레알 마드리드는 인수 조항으로 다시 영입할 수 있는 권한을 가졌다.
파체코는 바스크 연고 구단의 첫 시즌에 논란의 여지 없는 주전으로, 40번의 리그 경기에 출전했고, 한 경기를 부상으로 결장했으며, 마지막 날에는 파우 토레스와 교체되었는데, 소속 구단은 2부 리그 우승으로 10년만에 1부 리그 복귀에 성공했다.

## 클럽 통계
2016년 8월 21일 기준
| 클럽          | 시즌      | 리그 | 리그 | 컵   | 컵 | 유럽 | 유럽 | 합계 | 합계 |
| 클럽          | 시즌      | 출장 | 골   | 출장 | 골 | 출장 | 골   | 출장 | 골   |
| ------------- | --------- | ---- | ---- | ---- | -- | ---- | ---- | ---- | ---- |
| 레알 마드리드 | 2011–12   | 0    | 0    | 1    | 0  | 0    | 0    | 1    | 0    |
| 레알 마드리드 | 2012–13   | 0    | 0    | 0    | 0  | 0    | 0    | 0    | 0    |
| 레알 마드리드 | 2013–14   | 0    | 0    | 0    | 0  | 0    | 0    | 0    | 0    |
| 레알 마드리드 | 2014–15   | 0    | 0    | 1    | 0  | 0    | 0    | 1    | 0    |
| 레알 마드리드 | 합계      | 0    | 0    | 2    | 0  | 0    | 0    | 2    | 0    |
| 알라베스      | 2015–16   | 40   | 0    | 2    | 0  | 0    | 0    | 42   | 0    |
| 알라베스      | 2016–17   | 1    | 0    | 0    | 0  | 0    | 0    | 1    | 0    |
| 알라베스      | 합계      | 41   | 0    | 2    | 0  | 0    | 0    | 43   | 0    |
| 경력 합계     | 경력 합계 | 41   | 0    | 4    | 0  | 0    | 0    | 45   | 0    |

## 수상

### 클럽
레알 마드리드
- FIFA 클럽 월드컵: 2014

알라베스
- 세군다 디비시온: 2015–16